# Tuamotuichthys
Tuamotuichthys is een geslacht van straalvinnige vissen uit de familie van naaldvissen (Bythitidae).

## Soorten
- Tuamotuichthys bispinosus Møller, Schwarzhans & Nielsen, 2004
- Tuamotuichthys marshallensis Nielsen, Schwarzhans, Møller & Randall, 2006
- Tuamotuichthys schwarzhansi Nielsen & Møller, 2008